# Berești
Berești ist eine Kleinstadt im Kreis Galați in der Westmoldau in Rumänien.

## Lage
Berești liegt im südlichen Teil der Moldau-Hochebene (Podișul Moldovei). Die Kreishauptstadt Galați befindet sich etwa 75 km südlich, die moldauische Grenze 15 km östlich von Berești entfernt.

## Geschichte
Der Ort wurde 1484 erstmals urkundlich erwähnt. 1929 begann hier der Führer der rechtsradikalen Legionärsbewegung, Corneliu Zelea Codreanu, mit seiner öffentlichen und direkten Agitation. 1968 wurde Berești zur Stadt ernannt.
Die wichtigsten Erwerbszweige sind die Landwirtschaft und die Lebensmittelverarbeitung.

## Bevölkerung
1930 hatte Berești etwa 2950 Einwohner, darunter etwa 300 Juden, die übrigen Rumänen. Bei der Volkszählung 2002 wurden 3601 Menschen registriert, darunter 3589 Rumänen.

## Verkehr
Berești liegt an der Bahnstrecke Galați–Bârlad, die 1906 bis 1912 errichtet wurde. Nördlich der Stadt führt die Linie durch einen 3,32 km langen Tunnel. In beide Richtungen verkehren derzeit (2009) ca. drei Züge täglich. Dazu fahren regelmäßig Busse nach Bârlad.

## Sehenswürdigkeiten
- Fossilien-Reservat
- Museum für den Zoologen Paul Bujor

## Söhne und Töchter
- Maria Grapini (* 1954), Politikerin, ehemalige Tourismusministerin